# Авіаль
Авіа́ль — алюмінієві деформівні сплави потрійної системи Al-Mg-Si, що можуть містити також інші легуючі елементи. Розроблення сплавів цієї системи стала можливою після досліджень Д. Хансоном і М. Гейлером діаграми Al-Mg-Si, старіння сплавів цієї системи і відкриття ефекту термічного зміцнення цих сплавів за рахунок виділення Mg2Si.
Характерною особливістю цих сплавів є висока пластичність, корозійна стійкість, малий електричний опір, здатність до кольорового анодування та інших видів декоративного поверхневого оброблення. У гарячому стані авіаль має високу пластичність, яка необхідна для кування та штампування деталей складної форми.
Сумарний вміст легуючих елементів в авіалях знаходиться на рівні 1…2%. Маркують авіалі: АВ (045…0,90% Mg), АД31 (045…0,90% Mg), АД33 (0,8…1,2%Mg), АД35 (0,6…1,2%Mg). За міжнародним маркуванням авіалі (сплави типу Al-Mn) відносяться до серії 3000. Додатково до складу авіалей можуть входити мідь (0,5%), манган та хром. При підвищених вимогах до корозійної стійкості вміст міді знижують до 0,1%.
За міцністю авіалі поступаються дуралюмінам. Згідно з прийнятою класифікацією для алюмінієвих сплавів авіалі марок АД31, АД33 і САВ-1 відносять до групи матеріалів з низькою міцністю (σв ≤ 30 кгс/мм²), а авіалі марок АД35 і АВ — до групи із середньою міцністю (30 ≤ σв ≤ 45 кгс/мм²). Їхні механічні властивості (як і всіх термозміцнюваних сплавів) суттєво залежать від термічної обробки.
Готові вироби з авіалю піддають термообробці, внаслідок чого вони набувають високої механічної міцності. Термічна обробка авіалей складається з гартування від температури 500…520°С та природного або штучного старіння (160…170 °С — 12…15 годин). Найбільша міцність відповідає природному старінню (тривалість процесу — до двох тижнів).
Використовують авіалі для виготовлення лопатей повітряних гвинтів вертольотів, після анодування — для виготовлення корпусів годинників, декоративних елементів оздоблення автомобілів. Внаслідок того, що в області низьких температур (до −196 º С) міцність і пластичність авіалей зростають, сплави цієї групи використовують у кріогенній техніці. Сплав АД31 застосовують в електротехнічній промисловості для виробництва різних провідників (шини, профілі та труби), що визначається високими електропровідними властивостями сплаву після спеціальної термомеханічної обробки.